# Alí ibn Issa ibn al-Jarrah
Alí ibn Issa ibn Dàüd ibn al-Jarrah (àrab: علي بن عيسى بن الجراح, ʿAlī b. ʿĪsà b. al-Jarrāḥ), més conegut senzillament com Ibn al-Jarrah (?, 859 - Bagdad, 1 d'agost de 946), fou visir abbàssida. Era d'origen persa, però la família estava instal·lada de feia temps a Dayr Qunnà, a la riba del Tigris, més avall de Bagdad.
Va ocupar diversos càrrecs administratius (igual que el seu pare i un oncle). El 892 el visir Àhmad ibn al-Furat va crear el diwan al-dar i Alí i el seu oncle Muhàmmad ibn Dàüd van treballar en aquest servei a les ordres d'Alí ibn al-Furat, germà d'Àhmad. El 899 es van crear serveis independents del diwan per a les províncies de l'est i de l'oest i Alí ibn Issa i Muhàmmad ibn Dàüd van ser posats al capdavant de cadascun d'aquests diwans provincials.
Als darrers anys del califat d'al-Mútamid (870-892) van esclatar dissensions entre la família d'Ibn al-Jarrah d'una banda i Àhmad i Alí ibn al-Furat de l'altra. L'afer va arribar al punt més àlgid a la mort del califa al-Muktafi (902-908) el 908, quan el va succeir el seu germà al-Múqtadir (908-932) per les intrigues dels Ibn al-Furat. Els Banu l-Jarrah van conspirar contra el nou califa en favor d'Abd-Al·lah ibn al-Mútazz; en l'efímer govern d'aquest, Alí ibn Issa fou visir, i per això quan al-Múqtadir fou restaurat, el va enviar a l'exili a la Meca. Va restar sota vigilància mentre Ibn al-Furat fou visir fins a la seva caiguda en desgràcia el 912.
El 913 fou cridat a ocupar el càrrec de visir en lloc d'Abu-Alí Muhàmmad ibn Ubayd-Al·lah al-Khaqaní, per imposició del general Munis. Va ocupar el càrrec quatre anys. Va intentar posar en ordre les finances de l'estat, però la reducció de les despeses del califa no va agradar a aquest. Va enviar (913/914) una ambaixada als càrmates que va acordar un intercanvi de presoners; un nou pacte es va fer el 915/916. La inactivitat càrmata durant uns quants anys va fer que fos acusat més tard de col·laborar amb aquesta secta. El 914 va fer una expedició contra els fatimites d'Egipte i el 916 contra rebels de l'Iraq. Com que les tropes aquarterades a Bagdad no van rebre la paga, es van amotinar i poc temps després Alí fou destituït (917).
Ibn al-Furat fou nomenat altre cop visir perquè va prometre grans sumes al califa i a la seva mare i aprofitant la influència de la cortesana kakramana Umm-Mussa, a la que Alí ibn Issa havia ofès. Ibn Issa fou jutjat acusat de donar suport a la revolta de Yusuf ibn Abi-s-Saj, que havia esclatat el 912, poc abans del seu nomenament.
El 918 el califa el va cridar per consultar-li a qui havia de nomenar al lloc d'Ibn al-Furat. El juliol aquest any fou destituït i nomenat Hàmid ibn al-Abbàs. Aquest no va fer bé la feina i Alí va ser nomenat el seu adjunt, exercint de fet el poder efectiu. Hàmid va voler recuperar la seva autoritat i va imposar pel seu compte taxes complementaria a tres ciutats, Sawad, Ahwaz i Esfahan. El resultat fou una pujada del preu del gra a Bagdad, seguida d'aldarulls al càrrec. En endavant, Alí va haver d'agafar els afers directament però no va acceptar oficialment el càrrec de visir que se li va oferir el 921/922. Les seves mesures econòmiques foren impopulars, però calia recaptar per fer front a les despeses d'una expedició contra els fatimites i contra Yússuf ibn Abi-s-Saj. La impopularitat de les mesures va fer tornar Ibn al-Furat al poder el 923.
Ara Alí fou acusat de tenir relacions amb els càrmates que, quatre dies després de la destitució, havien saquejat Bàssora. Va ser obligat a pagar una forta quantitat i fou torturat pel fill d'Ibn al-Furat, al-Muhassin. Finalment se'l va posar en residència vigilada a la Meca, on va patir diversos intents d'assassinat per part de l'encarregat de la seva vigilància. Després fou enviat a l'exili, a Sana, i hi va restar fins al 924 quan Ibn al-Furat fou executat. Llavors fou nomenat inspector de Síria i Egipte.
El 927 fou cridat altre cop a exercir de visir, aquesta vegada amb el títol. La debilitat de l'estat havia encoratjat els romans d'Orient, que havien conquerit Samòsata, i els càrmates, que es van apoderar de Kufa i van derrotar Yússuf ibn Abi-s-Saj, aleshores fidel al califa, prop d'aquesta ciutat el febrer del 928, van avançar fins a Bagdad, que van estar a punt d'ocupar. Alí va haver de demanar fons privats del califa i la seva mare per pagar les despeses de la defensa, i augmentar el sou dels soldats amotinats. Va dimitir desesperat, però el califa li refusà la dimissió. Passat el perill fou destituït (928) i empresonat.
El 929 el califa fou deposat per segona vegada, i Alí fou alliberat. Quan el califa fou restaurat al cap de poc, el general Munis, amic d'Alí, va imposar el nomenament d'aquest com a mazalim i el 920 el va posar al front dels diwans i com a conseller del seu cosí Sulayman ibn al-Hàssan ibn Màkhlad i després del seu successor com a visir, al-Kalwadhí. El 931 va ser nomenat el seu cosí al-Hussayn ibn al-Qàssim, amb el qual estava en males relacions, i fou enviat a l'exili a la seva vila natal, Dayr Qunnà, però l'estada fou breu i aviat va poder tornar.
Sota el nou califa al-Qàhir (932-934) va tenir un petit càrrec en el departament de finances. Després, amb ar-Radi (934-940), fill d'al-Múqtadir, fou altre cop arrestat i exiliat a as-Safya, prop de Dayr Qunnà, a proposta d'Ibn Muqla, però aquest mateix li va haver de demanar el 935 que negociés la pau amb l'hamdànida Nàssir-ad-Dawla, que s'havia apoderat de Mossul (de la que havia estat expulsat poc abans), i que finalment fou reconegut com a governador pel califa. Alí havia estat acusat de contactes amb l'hamdànida.
El 936 Alí va refusar el càrrec de visir, però va acceptar la d'assistent del seu germà Abd-ar-Rahman, que va exercir durant tres mesos. Amb el califa al-Muttaqí (940-944), germà d'ar-Radi, va exercir altre cop com a mazalim, per després ser altre cop adjunt d'Abd-ar-Rahman per uns quants dies (poc més d'una setmana). Després es va retirar dels afers polítics.
Va intervenir únicament el 944 per aconsellar l'entrega als romans d'Orient d'un relíquia cristiana (coneguda com «la imatge d'Edessa») a canvi de la promesa de no atacar la ciutat d'Edessa.
El gener del 946 va arribar a Bagdad el buwàyhida Muïzz-ad-Dawla. Alí va morir sis mesos després, l'1 d'agost del 946. Va deixar dos fills de dones diferents: Ibrahim (m. 961), que fou secretari d'al-Mutí (946-974), germà d'al-Muttaqi, i Issa (915-1001), secretari d'at-Tàï (974-991), fill d'al-Muti.